# Ottomotor

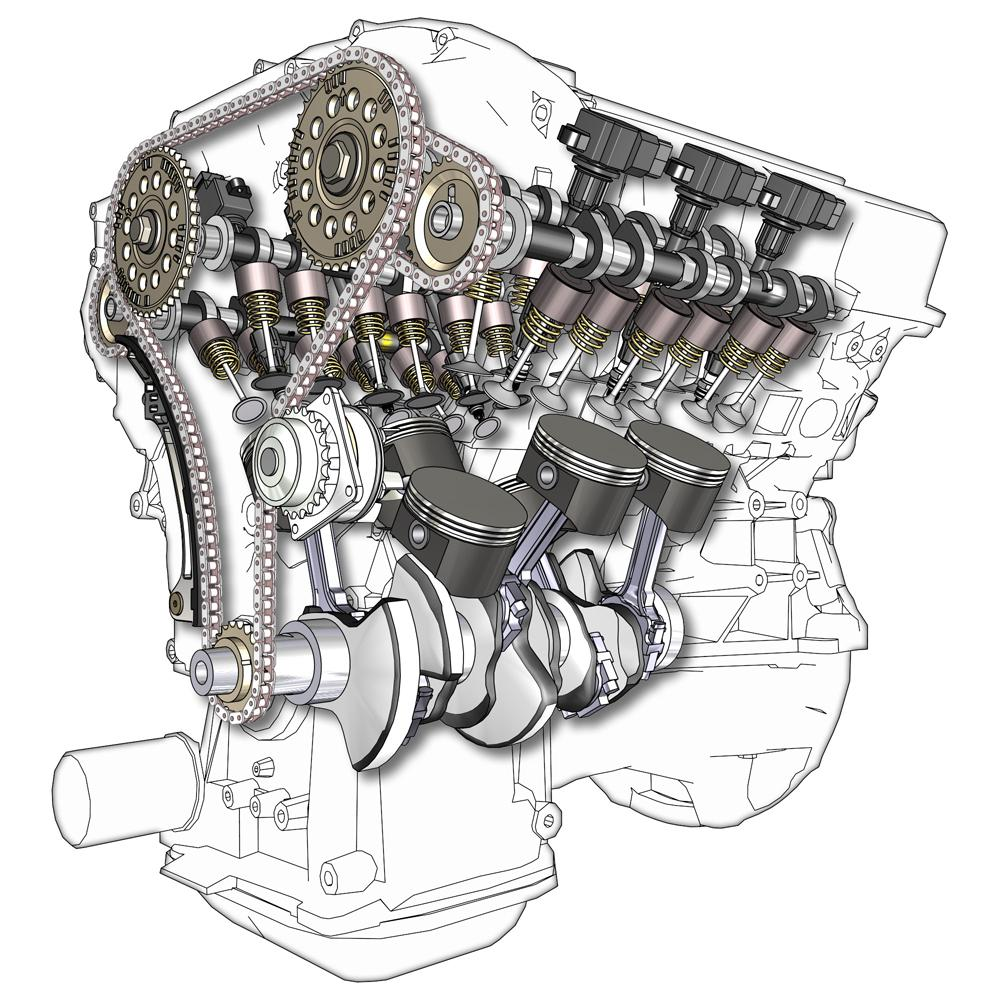
Schematische Darstellung eines Ottomotors in V6-Bauart

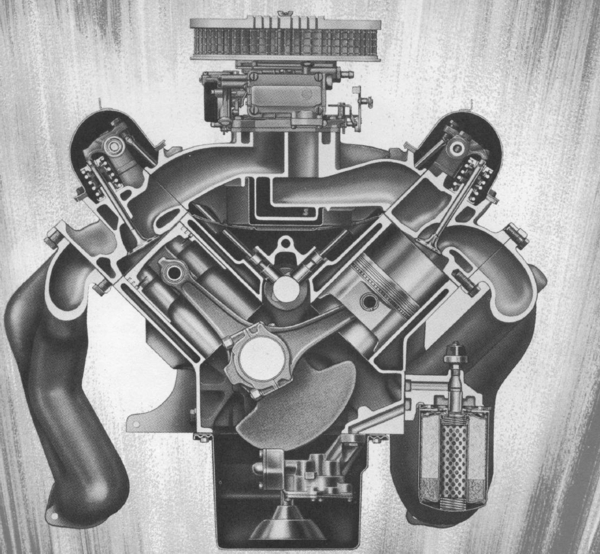
Schnittzeichnung eines Ford-FE-Ottomotors in V8-Bauart.
Der FE-Motor ist eine Konstruktion der 1950er-Jahre und weist die traditionellen Merkmale des Ottomotors auf. In der Mitte sitzt oben auf der Ansaugbrücke der Vergaser, mit dem das Benzin-Luft-Gemisch gebildet wird. Die Ein- und Auslassventile sind bei diesem Motor „hängend“, das heißt von oben angeordnet, und werden von einer zentralen Nockenwelle, die mittig zwischen den Zylinderbänken eingebaut ist, über Stößel, Stoßstangen und Kipphebel betätigt.

Der Ottomotor ist ein Verbrennungsmotor, also eine Wärmekraftmaschine mit innerer Verbrennung. Kennzeichen des Ottomotors ist die Kompression eines Gemisches aus Kraftstoff und Luft und die anschließende Fremdzündung durch Zündkerzen. Ottomotoren mit Hubkolben gibt es als Zweitaktmotoren oder als Viertaktmotoren, bei Zweitaktmotoren braucht ein Arbeitsspiel zwei Takte (Hübe des Kolbens), also eine Umdrehung der Kurbelwelle, bei Viertaktmotoren vier Kolbenhübe, entsprechend zwei Kurbelwellenumdrehungen. Der Viertaktmotor ist die gebräuchlichere Bauart.
Das vom Ottomotor abgegebene Drehmoment wird traditionell durch Drosseln des angesaugten Gemisches mit einer Drosselklappe eingestellt. Die früher übliche Zuordnung nach „äußerer Gemischbildung“ mit Vergaser oder Saugrohreinspritzung für Ottomotoren und „innerer Gemischbildung“ bei Dieselmotoren (Kraftstoff und Luft werden erst im Brennraum gemischt) ist seit der Einführung der Benzindirekteinspritzung bei Ottomotoren nicht mehr in jedem Fall eindeutig.
Der Name „Ottomotor“ geht auf eine Anregung des VDI aus dem Jahre 1936 zurück und wurde erstmals im Jahre 1946 in der DIN Nr. 1940 verwendet. Namensgeber ist Nicolaus August Otto, dem die Erfindung des Viertaktverfahrens zugeschrieben wurde. Der von Otto auf der Weltausstellung Paris 1867 gezeigte Flugkolbenmotor ist jedoch kein Ottomotor, sondern ein atmosphärischer Gasmotor, dessen Funktionsprinzip sich von dem des Ottomotors unterscheidet.

## Geschichte

### Flugkolbenmotor

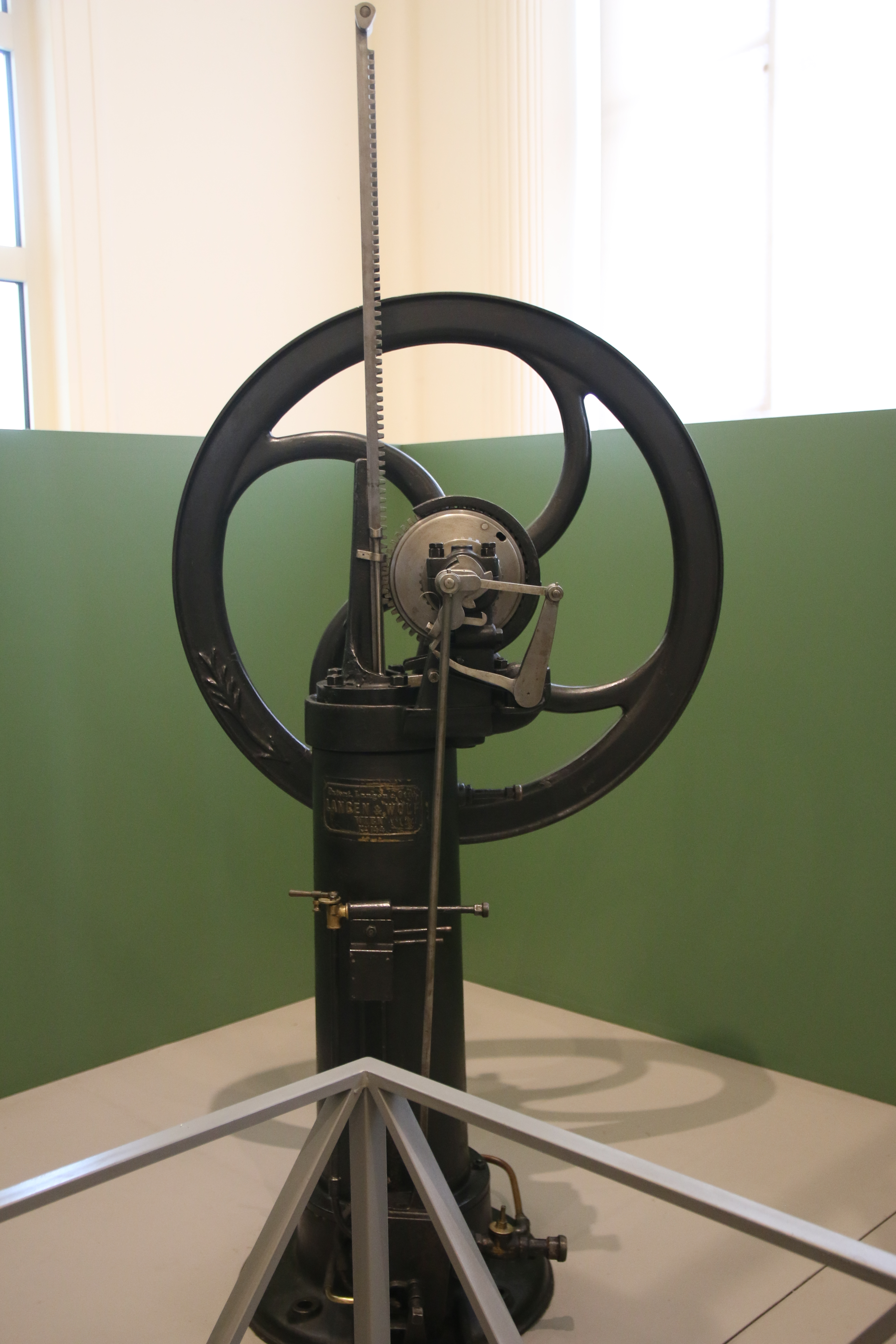
Flugkolbenmotor von Langen & Wolf Wien, 1882

1864 war Nicolaus August Otto zusammen mit Eugen Langen Mitbegründer der weltweit ersten Motorenfabrik N. A. Otto & Cie. in Köln, aus der 1872 die Gasmotoren-Fabrik DEUTZ AG hervorging, die als technischen Direktor Gottlieb Daimler und Wilhelm Maybach als Leiter der Motorenkonstruktion engagierte. Otto entwickelte bis 1876 im Anschluss an einen 1860 patentierten Zweitakt-Gasmotor von Lenoir einen Flugkolbenmotor, auch atmosphärischer Motor genannt. Bei diesem Motor schleudert der Druck des Arbeitsgases den Kolben frei im Zylinder nach oben. Auf dem Rückweg, sobald der Gasdruck auf den Atmosphärendruck gesunken ist, verrichtet er über eine Zahnstange und einen Freilauf Arbeit. In der Endstellung des Kolbens wird das Abgas ausgestoßen und frisches Gas-Luft-Gemisch eingelassen.
Zu dieser Zeit wurde auch der Viertaktmotor erfunden, für den Christian Reithmann am 26. Oktober 1860 mehrere Patente erhielt und unabhängig davon auch Alphonse Beau de Rochas 1862 in Frankreich. Die wesentliche Neuerung war der Verdichtungstakt und die dafür nötige Ventilsteuerung.
Auch Otto erwarb 1877, dem Gründungsjahr des „Kaiserlichen Patentamts“, ein deutsches Patent auf einen Viertaktmotor. Dieser mit Leuchtgas betriebene Viertakt-Motor leistete 3 PS (etwa 2200 W) bei einer Drehzahl von 180 min−1. Er wurde ab 1877 produziert und als „Ottos neuer Motor“ vertrieben. Der Lizenznehmer Crossley Brothers in Manchester bewarb ihn als Otto engine. Von Deutz und seinen Lizenznehmern wurden rund 5000 Exemplare gebaut.
Dugald Clerk erfand 1878 einen Zweitaktmotor und erhielt am 11. Februar 1879 in Deutschland darauf ein Patent.
Wegen der älteren Patent-Ansprüche und der vorherigen Erfindungen des Viertaktmotors wurde das sogenannte Otto-Patent (Patent 532 von Deutz) am 30. Januar 1886 und 1889 in Deutschland per Gericht wieder aufgehoben. Gottlieb Daimler und Carl Benz konnten somit 1886 ohne Bedenken Viertaktmotoren bauen und verkaufen. Unabhängig davon hat 1888 bis 1889 auch Siegfried Marcus in Wien ein Kraftfahrzeug mit einem Ottomotor gebaut. Die weltweiten Patente außerhalb Deutschlands blieben bei Crossley. Von diesem Motorenbau-Unternehmen blieb der Name erhalten in Form einer Produktlinie von Schiffsmotoren des Triebwerkherstellers Rolls-Royce. Der historische Standort in Openshaw (Manchester) wurde allerdings 2010 geschlossen.

## Arbeitsverfahren des Ottomotors

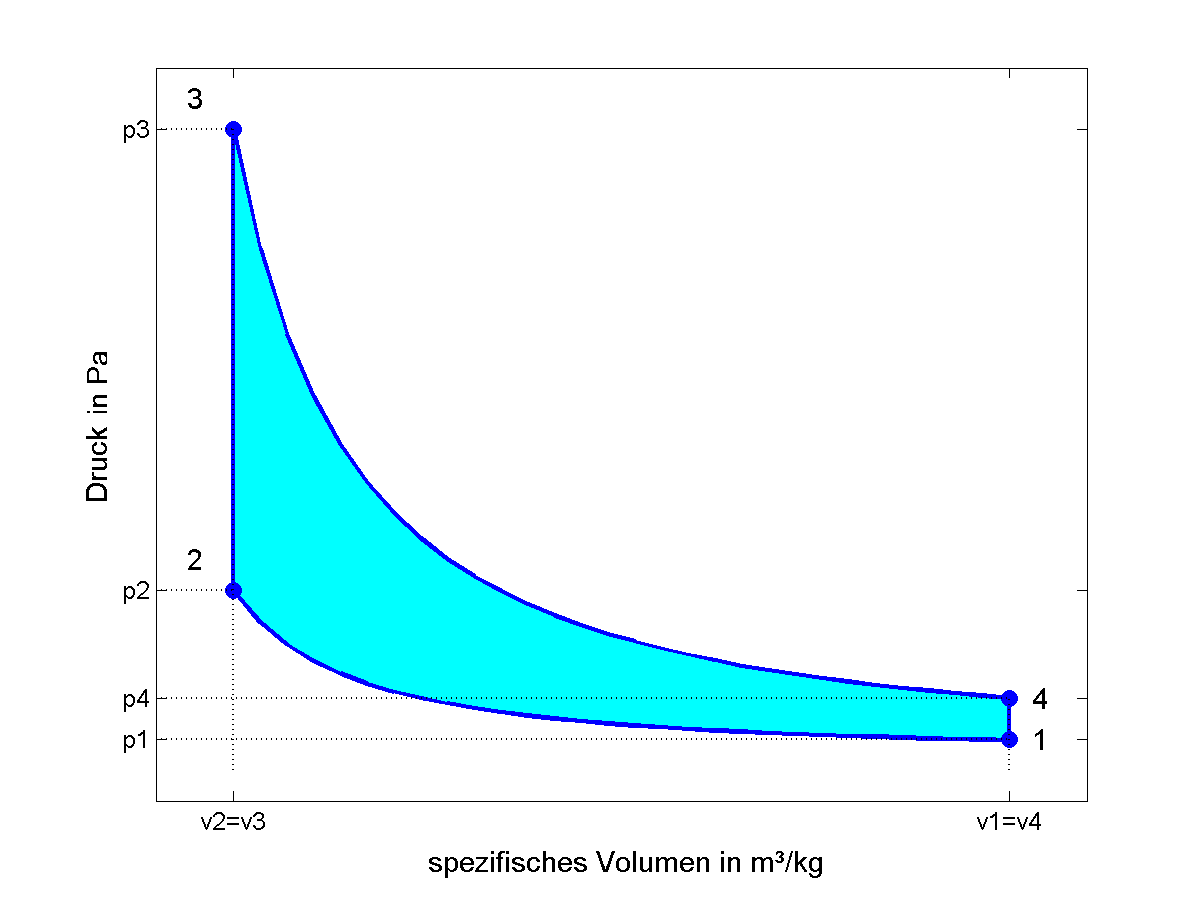
Druck über Kolbenweg, idealisiert

Viertaktmotor

Zweitaktmotor

Allen Ottomotoren gemeinsam ist ein Ablauf, der sich in vier Phasen gliedert (siehe nebenstehendes Bild):
1–2 Verdichtungstakt: Der Kolben fährt im Zylinder nach oben und drückt das Kraftstoff-Luftgemisch auf etwa 10 % seines Ausgangsvolumens zusammen, es entsteht ein Druck von ca. 20 bar.

2–3 Zünden und Verbrennen: Entzündet wird das Gemisch kurz vor dem oberen Totpunkt (OT) durch Funkenüberschlag an der Zündkerze. Die Flammfront breitet sich konzentrisch aus und erlischt an der kalten Brennraumwand. Das brennende Gas erhitzt sich auf über 2000 °C, der Druck im Zylinder steigt stark an, er kann 80…100 bar erreichen. Zwischen dem Zünden und Erreichen des maximalen Drucks verstreicht eine gewisse Zeit. Daher liegt der beste Zündzeitpunkt bei höherer Drehzahl früher (bis ca. 40° vor OT).

3–4 Arbeitstakt: Der zurückweichende Kolben entspannt das heiße Gas. Der Druck fällt dabei auf etwa 2 bar und die Temperatur auf etwa 1000 °C. Da das Gas während der Expansion wärmer ist, als es vorher beim Verdichten war, hat es bei der Expansion auch einen höheren Druck und verrichtet nutzbare Arbeit. Der Mittelwert des Druckunterschieds beim Verdichten und Arbeiten heißt mittlerer Arbeitsdruck oder kurz Mitteldruck.

4–1 Gaswechsel (Spülen): Nach dem Arbeitstakt wird das Abgas aus dem Arbeitsraum entfernt und frisches Gas eingelassen.
- Beim Viertaktmotor läuft der Motor eine Umdrehung (zwei Takte) als Spülpumpe: Ein gesteuertes Auslassventil öffnet sich zu Beginn des Auspufftaktes und der hoch fahrende Kolben drückt das Abgas in den Auspuff. Hat der Kolben den oberen Totpunkt erreicht, schließt der Auslass, das Einlassventil wird geöffnet und der herunterfahrende Kolben saugt frisches Gas in den Zylinder. Gegen Ende des Ansaugtaktes schließt der Einlass; im unteren Totpunkt beginnt wieder ein Verdichtungstakt.
- Beim schlitzgesteuerten Zweitaktmotor gibt der zurückfahrende Kolben kurz vor dem unteren Totpunkt  erst Auslass- und dann Einlassschlitze frei. Das Abgas entweicht, frisches Gas strömt nach. Um das Gas in den Zylinder zu drücken, ist eine eigene Spülpumpe notwendig, im einfachsten Fall ist das das Kurbelgehäuse mit der Kolbenunterseite.

### Kraftstoffe
Als Kraftstoffe für Ottomotoren können außer Motorenbenzin auch Flüssiggas (Propan und Butan), Methan (Erdgas, Biogas, Klärgas, Deponiegas, Grubengas), Gichtgas sowie Ethanol/Methanol, Wasserstoff und theoretisch alle anderen brennbaren Gase verwendet werden. Motoreinstellungen wie Zündzeitpunkt/Zündstärke, geometrisches Verdichtungsverhältnis und Luft-/Kraftstoffverhältnis müssen auf den Treibstoff abgestimmt sein. Mischbetrieb ist gleichzeitig oder alternativ (begrenzt) möglich, verlangt dann aber meist entsprechende Anpassungen.

### Gemischbildung
Flüssiger Kraftstoff – in der Regel Motorenbenzin – wird in der angesaugten Frischluft zerstäubt; entweder vor dem Ansaugen mit einem Vergaser oder durch Saugrohreinspritzung, oder aber seit etwa der Jahrtausendwende nach dem Ansaugen bei Benzindirekteinspritzung. Bei PKW-Motoren ist die Einspritzung seit Ende der 1980er meist elektronisch gesteuert.

### Zündung
Gezündet wird das Gemisch kurz vor dem oberen Totpunkt.
In der Anfangszeit des Motormanagements wurden manuell oder über Fliehgewichte und Unterdruckdosen betätigte Verstellmechanismen verbaut.
Bei modernen Motoren wird der Zündzeitpunkt von einer elektronischen Motorsteuerung je nach Last, Drehzahl, Klopfneigung oder Temperaturwerten berechnet und ggf. korrigiert.

### Zweitaktmotoren
Beim Zweitaktmotor werden am Ende des Arbeitstaktes und am Beginn des Verdichtungstakts gleichzeitig die Verbrennungsgase ausgestoßen und das Frischgemisch eingeleitet, meistens indem das Frischgemisch die Verbrennungsgase verdrängt. Bei kleinen Motoren, etwa in Gartengeräten oder Straßenfahrzeugen, steuert meist der Kolben Ein- und Auslasszeitpunkt, indem er bei entsprechender Stellung Gaskanäle frei gibt oder verdeckt. Bei Vergasermotoren oder Saugrohreinspritzung sind Spülverluste unvermeidlich, was den Verbrauch erhöht und zu drastischen Kohlenwasserstoffemissionen führt. Bei Direkteinspritzung können die Spülverluste reduziert werden. Eine weitere Methode zur Reduzierung der Spülverluste in einem begrenzten Drehzahlbereich ist die Verwendung eines Resonanzauspuffs. Dabei wird die Druckwelle, mit der der Abgasstrom beim Öffnen der Auslasskanäle in den Auspuff schießt, reflektiert. Die zurückeilende Druckwelle schiebt dann das Frischgemisch, das zum Ende des Spülvorgangs bereits in den Auspuff geströmt ist, teilweise wieder in den Zylinder zurück.
Weiterhin ist der nutzbare Kolbenhub für Verdichtung und Arbeitstakt kürzer als der Gesamthub zwischen den beiden Totpunkten, da er erst mit dem Schließen der Überström- und Auslasskanäle beginnt und mit dem Öffnen der Kanäle endet. Deshalb wird beim Zweitaktverfahren eine geringere Arbeit pro Arbeitstakt geleistet. Das wird teilweise durch die doppelte Anzahl von Arbeitstakten bei gleicher Drehzahl (jede Umdrehung ist ein Arbeitstakt statt nur jede zweite) ausgeglichen. Mit Zweitaktmotoren ist im Vergleich zu Viertaktmotoren, leichter ein niedriges  Leistungsgewicht zu erreichen. Ein Nachteil beim spezifischen Kraftstoffverbrauch bleibt jedoch erhalten. Bei einfachen, kleinen Zweitaktmotoren wird die Ansaugluft im Kurbelgehäuse vorkomprimiert, weshalb sich dort kein Schmierölvorrat befindet: Solche Zweitakter tanken zur Motorschmierung ein Öl-Benzin-Gemisch. Größere und aufwendiger gebaute Zweitaktmotoren können einen geschlossenen Schmierölkreis haben, brauchen dann aber für die Zylinderfüllung eine externe Spülpumpe oder -gebläse. Bei Zweitaktmotoren ist die Resonanzschwingung der Gassäule im Ansaug- und Abgastrakt für den Füllungsgrad im Zylinder entscheidend, eine gute Zylinderfüllung und damit gute Leistung und gutes Drehmoment ist daher nur in einem relativ schmalen Drehzahlbereich, dem Resonanzbereich der Ansaug- und Auspuffanlage möglich.
Zweitakt-Ottomotoren werden in der Regel verwendet, wenn es, statt um Kraftstoffkosten, um geringe Anschaffungskosten (wie bei Mofas, Mopeds, Generatoren, Rasenmähern) oder ein niedriges Masse-Leistungs-Verhältnis (etwa bei Leichtflugzeugen, Modellflugzeugen oder Jet-Ski) oder bei tragbaren Arbeitsgeräten (Motorsägen) und bei speziellen Sportgeräten (Moto-Cross- und Trial-Motorräder) geht.

### Viertaktmotoren
Beim Viertaktmotor sind dagegen Ein- und Auslasstakt getrennt und in jedem Zylinder gibt es nur alle zwei Umdrehungen einen Arbeitstakt. Zur Steuerung des Gaswechsels ist eine Ventilsteuerung notwendig, die meist über Nockenwellen realisiert wird, die mit halber Motordrehzahl laufen. Das bedeutet einen höheren konstruktiven Aufwand, zusätzliche Reibung sowie höheres Gewicht und Volumen als bei Zweitaktmotoren – was aber meist durch den niedrigeren Kraftstoffverbrauch gerechtfertigt wird. Weiterhin lassen sich Viertakter durch die Ventilsteuerung besser auf ein breiteres Drehzahlband abstimmen.

### Merkmale
Die wichtigsten Merkmale des Ottomotors sind:
- Fremdzündung: Das Gemisch wird zu einem bestimmten Zeitpunkt durch den Funken mindestens einer Zündkerze gezündet.
- Äußere Gemischbildung: Kraftstoff und Luft werden schon vor der Verdichtung gemischt (Ausnahme Benzindirekteinspritzung siehe unten in diesem Abschnitt).
- Quantitative Regelung: Das Motormoment wird über die Menge des (stöchiometrischen) Kraftstoff-Luftgemisches gesteuert. Dazu dient die Drosselklappe oder Öffnungszeit und Hub der Einlassventile sind variabel.
- Verbrennungsflamme: Die Verbrennungsflamme ist eine Vormischflamme.

Quelle:
Ottomotoren mit Benzindirekteinspritzung entsprechen diesen Merkmalen nicht mehr ganz: Die Direkteinspritzung des Kraftstoffs in den Brennraum ist nicht an die Einlasssteuerzeiten der Ventile gebunden und kann so auch erst später in der Verdichtungsphase erfolgen. Damit werden Schichtladungen, also Zonen im Zylinder mit unterschiedlicher Gemischzusammensetzung möglich, etwa beim Magermotor: Zündfreudiges, fettes oder stöchiometrisches Kraftstoffverhältnis (das heißt 14,7 Teile Luft : 1 Teil Kraftstoff) ist im Bereich der Zündkerze und mageres Gemisch im restlichen Brennraum.
Auch Motoren mit homogener Kompressionszündung (HCCI), die je nach Drehzahl und Last selbstzündend oder fremdzündend arbeiten, entsprechen nicht den Merkmalen eines klassische Ottomotors, werden aber im Allgemeinen als Ottomotoren bezeichnet, wenn sie für den Betrieb mit Benzin ausgelegt sind.

### Hubraum
Die Größe des Hubraums ist ein wichtiges Merkmal für das erreichbare Drehmoment des Motors. Der Hubraum bezeichnet das Volumen, das vom Kolben zwischen unterem und oberem Totpunkt verdrängt wird. Bei Mehrzylindermotoren werden die Hubräume aller Zylinder addiert. Die Minimalabmessungen eines Motors sind durch den Hubraum definiert, liegen in der Praxis aber deutlich darüber, aufgrund von Anbauteilen, Motorsteuerung oder Kühlsystem. Besonders luftgekühlte Motoren benötigen aufgrund ihrer Kühlrippen deutlich mehr Platz als wassergekühlte. 
Bei Kraftfahrzeugen waren/sind Hubräume ab ca. 0,4 Litern üblich, kleinste Motoren für Modellflugzeuge in Glühzünder-Bauweise haben nur 0,16 cm³ Hubraum. Mit 13,5 Litern markierte der Pierce Arrow von 1912 eine obere Marke, der in den 1940er Jahren entwickelte Flugmotor BMW 803 hatte einen Gesamthubraum von 84 Litern.

### Wirkungsgrad
Der maximale Wirkungsgrad liegt bei etwa 40 % und wird heute von Motoren erreicht, die im sogenannten Atkinson-Zyklus laufen. Bei ihnen ist das Expansionsverhältnis größer als die Verdichtung. In Teillast wie bei gleichmäßig 100 km/h wird lediglich 10 % erreicht.